# The Transporter
The Transporter is een Franse actie-misdaadfilm uit 2002. De film werd geregisseerd door Louis Leterrier en Corey Yuen. Jason Statham speelt als Frank Martin de hoofdrol en doet zijn meeste stunts zelf. Er zijn 2 vervolgen gemaakt; Transporter 2 (2005) en Transporter 3 (2008).
In 2012 begon er een tv-spin-off. Chris Vance speelt hierin Frank Martin. François Berléand speelt de rol van inspecteur Tarconi. De uit de films bekende Audi A8 W12 is van de partij als hoofdtransportmiddel.

## Verhaal
Oud-Special Forces-soldaat Frank Martin leeft op het eerste gezicht een rustig leven aan de zuidkust van Frankrijk. Maar wat veel mensen niet weten is dat hij zichzelf regelmatig verhuurt als Transporter (vervoerder). Hij vervoert goederen en mensen van de ene naar de andere plek zonder daar vragen over te stellen.
Deze veelal gevaarlijke transporten vervoert hij met zijn zwarte BMW 7-serie. Vanaf Transporter 2 werd deze wagen ingeruild voor de Audi A8 W12. Hij heeft voor zichzelf een aantal regels gemaakt, die hij nooit zal breken, namelijk:
1. Verander nooit de deal
2. Noem geen namen
3. Maak het pakje nooit open
4. Doe nooit een belofte die je niet kunt waarmaken

Frank houdt zich erg strak aan deze regels. Zo weigert hij een keer een groep bankrovers te vervoeren, omdat ze met z’n vieren zijn en vooraf was afgesproken dat hij maar drie mensen zou hoeven mee te nemen. Pas nadat een van hen wordt gedood wil Frank de overige drie meenemen, maar niet verder dan tot de vooraf afgesproken locatie. Tijdens een nieuwsbericht op tv ziet Frank dat het drietal alsnog is opgepakt.
Dan wordt Frank op een dag ingehuurd om een pakje te bezorgen bij een Amerikaanse misdadiger die enkel bekendstaat als "Wall Street." Wanneer hij onderweg een lekke band krijgt en het reservewiel achteruit de kofferbak wil pakken, breekt hij onbedoeld een van zijn eigen regels; hij ontdekt dat het “pakje” dat hij achterin vervoert een jonge Chinese vrouw is. Frank levert ondanks zijn ontdekking de vrouw toch af bij Wall Street. De misdadiger ontdekt dat Frank weet wat hij werkelijk vervoerde en probeert hem om te brengen met een bom.
De aanslag mislukt en Frank keert terug naar Wall Streets huis om verhaal te halen. Hij ontdoet zich onderweg van enkele handlangers van Wall Street en steelt een nieuwe auto, maar hier blijkt de vrouw die Frank eerder vervoerde ook in te zitten. Frank neemt haar mee. Haar naam blijkt Lai te zijn, en ze vertelt Frank dat Wall Street zich bezighoudt met mensensmokkel. Spoedig zal een lading containers vol Chinezen arriveren, waaronder haar familie. Wall Street is echter van plan hun geld te innen en ze dan om te brengen. Frank en Lai gaan naar Wall Streets kantoor om meer te ontdekken over de containers. Ze worden echter betrapt door Wall Street en diens helpers, en een gevecht barst los. Frank wordt neergeslagen, maar gered wanneer de politie arriveert.
Frank kan de politie-inspecteur overtuigen van wat er gaande is, en deze laat hem vrij. Hij begint meteen zijn zoektocht naar Lai met wie hij ondertussen een relatie heeft en de containers. Hij vindt de containers wanneer ze per vrachtwagen worden vervoerd. Frank rekent af met Wall Street en bevrijdt de Chinezen.

## Rolverdeling
| Acteur             | Personage                        |
| ------------------ | -------------------------------- |
| Jason Statham      | Frank Martin                     |
| Shu Qi             | Lai Kwai                         |
| Matt Schulze       | Darren "Wall Street" Bettencourt |
| François Berléand  | Inspecteur Tarconi               |
| Ric Young          | Mr. Kwai                         |
| Doug Rand          | Leider                           |
| Didier Saint Melin | Baas                             |

## Achtergrond
The Transporter ging in première in 2573 bioscopen en bracht wereldwijd $43.928.932 op. Voor de Amerikaanse bioscopen werd de film wat aangepast om scènes met overmatig geweld erin eruit te halen, zoals de scène waarin Wall Street, na van de vrachtwagen te zijn gegooid, aan zijn einde komt doordat de wagen over hem heenrijdt.
De film werd met matige reacties ontvangen door critici. Op Rotten Tomatoes scoort de film 53% aan goede beoordelingen, en op Metacritic 51%.
Manohla Dargis van de Los Angeles Times prees de film om de actiescènes. Roger Ebert daarentegen vond dat de film het te veel van de actie en te weinig van het verhaal moest hebben.

## Trivia
- Statham deed de meeste stunts en stuurkunsten zelf.
- Qi sprak voor aanvang van de film nauwelijks Engels.
- Franks auto is een BMW 750i model E38. Deze auto werd speciaal voor de film uitgerust met een handgeschakelde zesversnellingsbak.
- Het huis van Frank Martin werd als decorstuk gebouwd in de Franse plaats Cassis, vlak bij Marseille.[8]